# Зыбина, Галина Ивановна
Гали́на Ива́новна Зы́бина (22 января 1931, Ленинград — 10 августа 2024, Санкт-Петербург) — советская легкоатлетка.
Заслуженный мастер спорта СССР (1952). Выступала за Ленинград — спортивные общества «Зенит» (по 1959), «Труд» (1960—1968).
Олимпийская чемпионка 1952, серебряный призёр ОИ-1956, бронзовый призёр ОИ-1964, чемпионка Европы 1954, бронзовый призёр чемпионата Европы 1962 в толкании ядра. Установила 8 мировых рекордов и 4 рекорда СССР, по формальным причинам не зарегистрированные как мировые (1952—1956); первой в мире толкнула ядро дальше 16 метров (1953). Бронзовый призёр ЧЕ-1950 в метании копья, 1954 в метании диска — единственная в истории спортсменка, ставшая призёром ЧЕ в обоих видах метания и толкании ядра. 6-кратная чемпионка СССР в толкании ядра (1952—1955) и метании копья (1952, 1957).

## Биография

### Детство
Отец работал кочегаром, мать — курьером; в семье было четверо детей — Галина и три её брата. С пяти лет Галина занималась хореографией.
Во время Великой Отечественной войны отец воевал на фронте; погиб 10 января 1944 года у деревни Машеры под Гомелем. Остальная семья пережила всю блокаду в Ленинграде. Летом 1942 года Галина вместе со всеми из её класса, кто ещё мог двигаться, работала на огородах совхоза «Ланское», а летом 1943 года — на полях совхоза «Петрорайсовет» в Коломягах. 4 декабря Галине вручили медаль «За оборону Ленинграда».
После войны учительница физкультуры предложила нескольким ученикам, среди которых была и Галина, заниматься в легкоатлетической школе у Виктора Алексеева. Галину приняли, и с февраля 1946 года она начала регулярные занятия лёгкой атлетикой.

### Спортивная карьера
Первоначально специализировалась на метании копья и диска. В 1948 году она выполнила норматив мастера спорта, несколько раз била юниорские рекорды СССР, выиграла юниорское первенство СССР (метание копья — 44,29 м). В том же году она была допущена на чемпионат СССР среди взрослых, где выступила в метании диска и метании копья. На следующий год она установила свой первый взрослый рекорд СССР (метание гранаты — 54,82 м).
В 1950 году приняла участие в чемпионате Европы, где заняла 3-е место в метании копья и 4-е в толкании ядра, а в 1951 году завоевала серебряные медали на Всемирных студенческих играх. Тогда же было принято решение сосредоточиться, помимо метания копья, на толкании ядра, а не на метании диска.

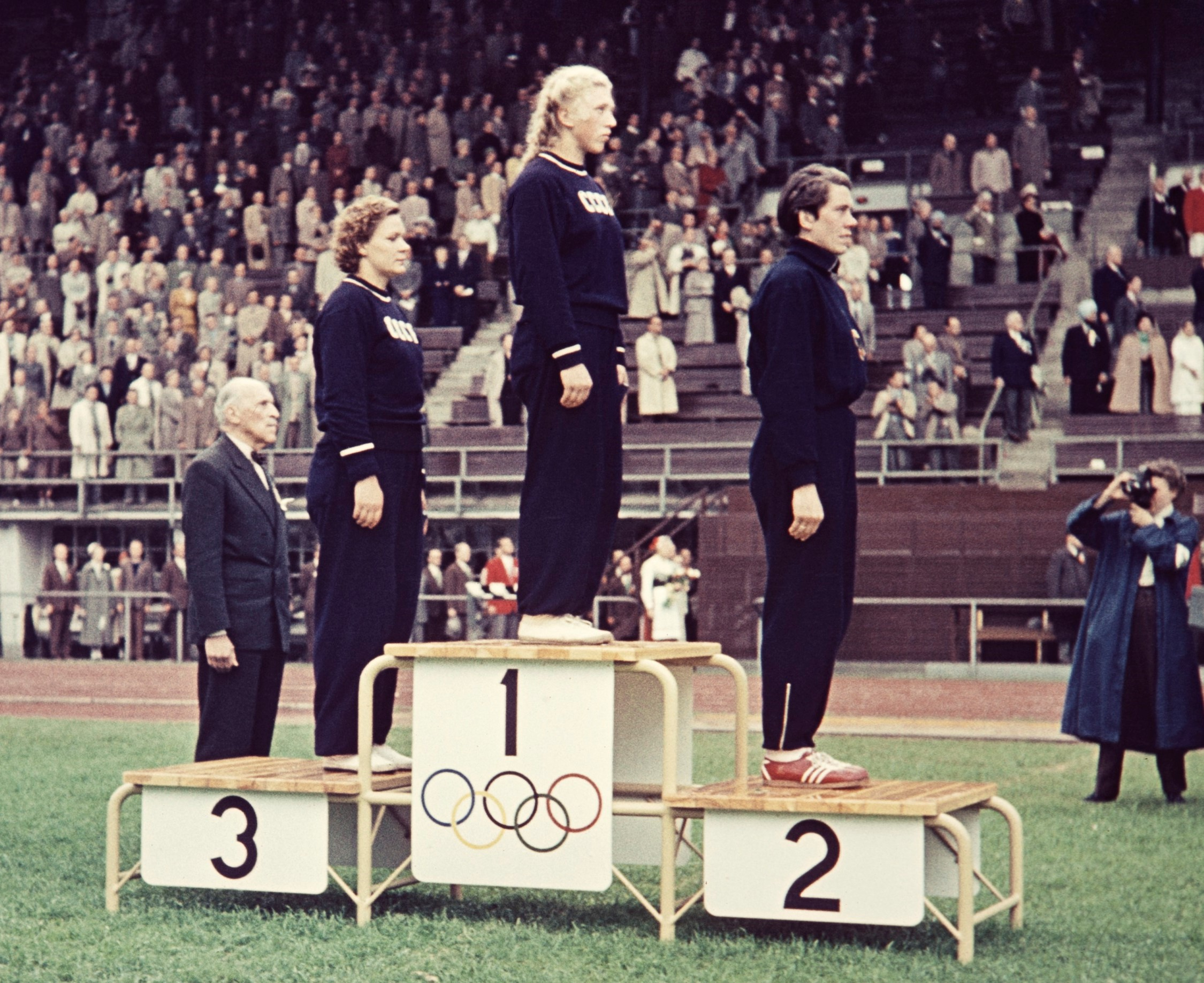
Клавдия Точёнова, Галина Зыбина и Марианна Вернер на пьедестале почёта ОИ-1952

По результатам отборочных соревнований к Олимпийским играм 1952 года Зыбина считалась фаворитом в метании копья, в толкании ядра же Алексеев больше надеялся на другую свою ученицу — Тамару Тышкевич. На небольших соревнованиях в Выборге, где готовилась сборная, 30 июня Зыбина превысила мировой рекорд в толкании ядра (сначала — 15,13 м, затем — 15,19), а в метании копья до мирового рекорда ей не хватило лишь 6 см (53,35 м).
Соревнования Игр в метании копья, проходившие 24 июля, начались с задержкой более чем на час; в результате Зыбина «перегорела» и заняла только 4-е место (48,35 м), победила же Дана Затопкова (50,47 м). Зато 26 июля Зыбина выиграла толкание ядра с новым мировым рекордом (15,28 м).
В 1953—1955 годах была безусловным лидером в толкании ядра — она выиграла все официальные соревнования, неоднократно превышала мировые рекорды (некоторые из этих результатов по формальным причинам не были засчитаны даже как рекорды СССР).
В сезоне 1956 года проиграла Тамаре Тышкевич сначала чемпионат СССР (15,98 м против 16,22 м), а затем и Олимпийские игры (16,53 м против 16,59 м). Поражение на Играх сама Зыбина связывает с двумя причинами: из-за сильной жары в Австралии перед началом соревнований она упала в обморок; кроме того, она начала пробовать несколько отличавшуюся от прежней методику толчка.
В 1958 году, как вспоминала Зыбина, у неё произошёл конфликт с Тамарой Пресс. Первым проявлением конфликта стал невыход вместе с Т. Тышкевич на церемонию награждения по итогам соревнований по толканию ядра чемпионата СССР 1958 года. Конфликт в итоге вылился в письмо в ЦК КПСС против участия в женских соревнованиях гермафродитов, подписанное рядом членов сборной; отнесли письмо Зыбина и метательница диска Нина Пономарёва. После совещания у Николая Романова Зыбину и Пономарёву ненадолго вывели из сборной. Эта история испортила отношения Зыбиной с Алексеевым; как считает Зыбина, он «с тех пор мстил <ей> за Пресс при любой возможности».
На Олимпийские игры 1960 года Зыбина приехала, не полностью восстановив форму после рождения ребёнка, и не попала в призёры.
На Играх 1964 года, установив личный рекорд (17,45 м), Зыбина стала бронзовым призёром. Как вспоминала Зыбина, у неё был спондилёз, однако несмотря на предписание врача «в связи с нервным напряжением поставить „блокаду“ за сутки до старта», Алексеев запретил колоть обезболивающее.
Как рассказывала Зыбина, к Олимпийским играм 1968 года 37-летняя Зыбина подошла вторым номером сборной после Надежды Чижовой. Однако на тренерском совете было принято решение не включать её в состав команды на Игры; настоял на этом её тренер Виктор Алексеев. В начале 1969 года была выведена из сборной и закончила спортивную карьеру; в сборную СССР входила в течение 21 года.
Результаты Зыбиной многократно входили в десятки лучших результатов сезона в мире в толкании ядра (1949—1958, 1960—1967), метании диска (1954—1955) и копья (1948—1953, 1957—1958), причём она была лидером сезона в мире 6 раз в толкании ядра (1952—1956, 1958) и 3 раза в метании копья (1951—1952, 1957).

### Образование, работа, семья
После семилетки окончила оптико-механический техникум при ЛОМО (1952), затем — Ленинградский государственный педагогический институт имени А. И. Герцена (1957) и ГДОИФК имени П. Ф. Лесгафта. По окончании спортивной карьеры работала тренером-преподавателем.
В 1957 году вышла замуж за Юрия Ивановича Фёдорова (1931—1988) — капитан 1-го ранга, в 1964—1985 годах был командиром крейсера «Аврора», автор моделей кораблей, многие из которых хранятся в различных музеях мира. В 1959 году родила сына Сергея; имела внуков.

### Смерть
Умерла 10 августа 2024 года в Санкт-Петербурге в возрасте 93 лет. Похоронена на Богословском кладбище рядом с мужем и сыном.

## Спортивные результаты
|       | Толкание ядра | Толкание ядра | Метание копья | Метание копья |
| Место | Результат     | Место         | Результат     |               |
| ----- | ------------- | ------------- | ------------- | ------------- |
| 1952  | чемпионка     | 15,28 м — РМ  | 4-е место     | 48,35 м       |
| 1956  | 2-е место     | 16,53 м       | —             | —             |
| 1960  | 7-е место     | 15,56 м       | —             | —             |
| 1964  | 3-е место     | 17,45 м       | —             | —             |

|       | Толкание ядра  | Толкание ядра  | Метание копья  | Метание копья  | Метание диска  | Метание диска  |
| Место | Результат      | Место          | Результат      | Место          | Результат      |                |
| ----- | -------------- | -------------- | -------------- | -------------- | -------------- | -------------- |
| 1950  | 4-е место      | 13,07 м        | 3-е место      | 42,75 м        | —              | —              |
| 1954  | чемпионка      | 15,65 м        | —              | —              | 3-е место      | 44,77 м        |
| 1958  | не участвовала | не участвовала | не участвовала | не участвовала | не участвовала | не участвовала |
| 1962  | 3-е место      | 16,95 м        | —              | —              | —              | —              |
| 1966  | 4-е место      | 16,65 м        | —              | —              | —              | —              |

|       | Толкание ядра | Толкание ядра |
| Место | Результат     |               |
| ----- | ------------- | ------------- |
| 1966  | 3-е место     | 16,95 м       |
| 1967  | 4-е место     | 16,13 м       |

|       | Толкание ядра | Толкание ядра | Метание копья | Метание копья |
| Место | Результат     | Место         | Результат     |               |
| ----- | ------------- | ------------- | ------------- | ------------- |
| 1949  | —             | —             | 4-е место     |               |
| 1951  | 2-е место     | 13,83 м       | 2-е место     | 48,43 м       |
| 1953  | чемпионка     | 15,34 м       | —             | —             |
| 1955  | чемпионка     | 15,43 м       | —             | —             |
| 1957  | чемпионка     | 16,26 м       | —             | —             |

|       | Толкание ядра | Толкание ядра |
| Место | Результат     |               |
| ----- | ------------- | ------------- |
| 1957  | чемпионка     | 15,75 м       |

|       | Толкание ядра | Толкание ядра | Метание копья | Метание копья | Метание диска | Метание диска |
| Место | Результат     | Место         | Результат     | Место         | Результат     |               |
| ----- | ------------- | ------------- | ------------- | ------------- | ------------- | ------------- |
| 1948  |               |               | …             | 42,47 м       | …             | 38,76 м       |
| 1949  |               |               | 2-е место     | 47,48 м       |               |               |
| 1950  |               |               | 2-е место     | 49,02 м       |               |               |
| 1951  | 3-е место     | 14,07 м       | 3-е место     | 47,66 м       |               |               |
| 1952  | чемпионка     | 15,00 м       | чемпионка     | 47,52 м       |               |               |
| 1953  | чемпионка     | 15,78 м       |               |               |               |               |
| 1954  | чемпионка     | 16,28 м       |               |               |               |               |
| 1955  | чемпионка     | 16,67 м       |               |               |               |               |
| 1956  | 2-е место     | 15,98 м       |               |               |               |               |
| 1957  | 2-е место     | 16,15 м       | чемпионка     | 54,81 м       |               |               |
| 1958  | 2-е место     | 16,12 м       |               |               |               |               |
|       |               |               |               |               |               |               |
| 1960  | 2-е место     | 16,23 м       |               |               |               |               |
| 1961  | 2-е место     | 16,49 м       |               |               |               |               |
| 1962  | 2-е место     | 16,60 м       |               |               |               |               |
| 1963  | 2-е место     | 16,46 м       |               |               |               |               |
| 1964  | 2-е место     | 17,50 м       |               |               |               |               |
| 1965  |               |               |               |               |               |               |
| 1966  |               |               |               |               |               |               |
| 1967  | 2-е место     | 17,01 м       |               |               |               |               |
| 1968  | 3-е место     | 16,10 м       |               |               |               |               |

Рекорды СССР
```
толкание ядра      15,19  
выше РМ
   30.06.1952   
Выборг

                   15,28     
РМ
     26.07.1952   
Хельсинки
, Олимпийские игры
                   15,37     
РМ
     20.09.1952   
Фрунзе

                   15,42     
РМ
      1.10.1952   
Фрунзе

                   16,18  
выше РМ
   15.05.1953   
Ленинград

                   16,20     
РМ
      9.10.1953   
Мальмё
 (Швеция)
                   16,28     
РМ
     14.09.1954   
Киев

                   16,29     
РМ
      5.09.1955   
Ленинград

                   16,32  
выше РМ
   23.10.1955   
Ташкент

                   16,45  
выше РМ
    8.11.1955   
Душанбе

                   16,67     
РМ
     15.11.1955   
Тбилиси

                   16,76     
РМ
     13.10.1956   
Ташкент
```

В метании гранаты в соперничестве с Натальей Смирницкой в 1949—1951 годах три раза устанавливала рекорды СССР. Последний из них — 61,88 м — установленный 2 мая 1951 года в Ленинграде, стал последним официальным рекордом СССР в этой дисциплине.

## Книга
- Зыбина Г. И. Заветная черта / Лит. запись Е. Шатрова. — М.: «Молодая гвардия», 1954. — 224 с.

В интервью 2008 года Зыбина так высказалась об этой книге:

Бред! Просто детский лепет! <…> Её даже не переписать надо, а просто новую начать. Уже не хочу.

## Награды
- Орден Трудового Красного Знамени (27.04.1957) — «за успехи, достигнутые в деле развития массового физкультурного движения в стране, повышения мастерства советских спортсменов, и успешное выступление на международных соревнованиях»
- Медаль «За оборону Ленинграда» (04.12.1943)[13]

Почётные знаки:
- «За заслуги в развитии физической культуры и спорта» СССР (1991) и России (2001)[14]
- «За заслуги в развитии олимпийского движения в России» НОК России (1997)[14]